# L'isola dei famosi (undicesima edizione)
L'undicesima edizione del reality show L'isola dei famosi è andata in onda in prima serata su Canale 5 dal 9 marzo al 9 maggio 2016. Si è trattata della seconda edizione trasmessa da Mediaset, con la conduzione di Alessia Marcuzzi per il secondo anno consecutivo, affiancata in studio dagli opinionisti Mara Venier e Alfonso Signorini, e con la partecipazione dell'inviato Alvin. È durata 62 giorni, ha avuto 18 naufraghi e 10 puntate e si è tenuta presso Cayos Cochinos (Honduras). Il motto di questa edizione è stato Me parece todo estupendo!
Le vicende dei naufraghi sono state trasmesse da Canale 5 ogni lunedì in prima serata (ad eccezione della prima puntata, trasmessa di mercoledì), mentre la trasmissione delle strisce quotidiane nel day-time è stata affidata a Canale 5 (dal lunedì al venerdì) e a Italia 1 (tutti i giorni). Inoltre su La5 il mercoledì sera (prima il giovedì sera) è andata onda la versione La5 Edition con il meglio di ogni settimana trascorsa dai naufraghi, mentre su Mediaset Extra la domenica sera (prima il venerdì sera) sono state trasmesse le repliche del prime-time.
L'edizione si è conclusa con la vittoria di Giacobbe Fragomeni, che si è aggiudicato il montepremi di 100000 €.

## Produzione
Inizialmente era stata annunciata ufficialmente la partecipazione di Pamela Prati, la quale però, successivamente, ha deciso di non partecipare più al programma. Ha inoltre dovuto rinunciare, nel ruolo di riserva in caso di rinuncia da parte di uno dei naufraghi ufficiali, anche la showgirl Cecilia Capriotti perché, facendo i controlli di routine pre-partenza, ha scoperto di essere incinta.
Tra gli altri concorrenti, spicca la conduttrice televisiva Simona Ventura, nota, tra le altre cose, per aver condotto e portato al successo la trasmissione nelle sue prime otto edizioni (partecipando anche come ospite sull'isola per una settimana, durante l'ottava edizione), andata in onda su Rai 2.

## Conduzione
Per la seconda volta consecutiva la conduzione è stata affidata a Alessia Marcuzzi, l'inviato è stato Alvin (ruolo che aveva già ricoperto nell'edizione precedente), mentre Mara Venier e Alfonso Signorini sono stati riconfermati in qualità di opinionisti.

## Ambientazione

### L'isola
Anche per questa edizione è stata confermata la location dell'arcipelago di Cayos Cochinos, in Honduras, con tre isole: Cayo Paloma dove risiedono 10 naufraghi, Isla Desnuda (in realtà Playa Uva) dove risiedono sei concorrenti, tre maschi e tre femmine e per le ultime settimane Playa Dos dove risiedono i naufraghi restanti. Due concorrenti invece devono sopravvivere a bordo di una Zattera. Il luogo dove i concorrenti siedono per le nomination è chiamato Palapa. Quest'anno l'ultima spiaggia viene chiamata Playa Soledad (prima Playa Dos, in seguito Cayo Paloma), dove i concorrenti eliminati avranno una seconda possibilità, ma solo uno vivrà in quell'isola.

### Lo studio
Il programma è andato in onda dallo studio Robinie di Cologno Monzese in via Michelangelo Buonarroti 31, in quanto lo studio 20 del Centro di produzione Mediaset di Cologno Monzese, utilizzato per l'edizione precedente, era occupato da Caduta libera e Grand Hotel Chiambretti, talk show in seconda serata dedicato appunto all'Isola. La radio partner del programma è stata Radio 105.
La scenografia di questa edizione è la stessa dell'edizione precedente ma con una leggera modifica.

## Meccanismo
In questa edizione, i naufraghi iniziali sono 16 e sono suddivisi in due spiagge: la prima è Cayo Paloma (spesso soprannominata in modo ironico Isla Principal da Alessia Marcuzzi, ma in realtà senza nessun soprannome ufficiale), in cui si trovano (equamente divisi tra uomini e donne) dieci concorrenti "titolari", ovvero che hanno tutte le caratteristiche che normalmente hanno i concorrenti di questo reality (possono diventare leader, votare quando ci sono nomination, essere eliminati e partecipare alle cosiddette prove ricompensa); nella seconda, soprannominata Isla Desnuda, risiedono i restanti sei (anch'essi equamente divisi tra uomini e donne), i quali devono sopravvivere completamente nudi (anche se gli è concesso coprirsi con ciò che trovano in natura) e con un kit di sopravvivenza più limitato. Essi sono considerati naufraghi "in prova", in quanto non hanno né i diritti né i doveri che hanno i concorrenti di Cayo Paloma (non possono, quindi, essere eliminati e partecipare alle nomination), ma possono diventare anch'essi concorrenti ufficiali se scelti dall'altro gruppo: infatti, ogni settimana i concorrenti ufficiali possono vedere le registrazioni di quanto successo a Isla Desnuda, e decidere di trasferire un naufrago da lì a Cayo Paloma. Tutto ciò, si ripete solo per quattro settimane: solo quattro dei sei naufraghi desnudi, infatti, possono accedere a Cayo Paloma, mentre gli altri due, probabilmente, saranno a rischio eliminazione.
Dalla terza settimana, inoltre, è prevista l'entrata in gioco di altri due concorrenti che dovranno vivere su una Zattera per due giorni, i quali, alla fine della loro permanenza sulla zattera, saranno sottoposti a un televoto per decidere chi dei due entrerà a far parte dei concorrenti di Cayo Paloma.
In questa edizione, i concorrenti che perdono il televoto, a partire dalla terza settimana del programma, accedono su Playa Soledad (una specie d'ultima spiaggia) dove tutti gli eliminati, di volta in volta, sfidano il concorrente che da solo vive sull'isola con l'obiettivo di prendere il suo posto e resistere fino alla puntata della semifinale in cui l'ultimo rimasto sull'isola rientrerà in gara come finalista ufficiale.

## I naufraghi
L'età dei concorrenti si riferisce al momento dello sbarco sull'isola.
| Concorrente                    | Età     | Professione                            | Giorni | Luogo di nascita    | Stato                |
| ------------------------------ | ------- | -------------------------------------- | ------ | ------------------- | -------------------- |
| Giacobbe Fragomeni             | 46 anni | Pugile                                 | 1-62   | Milano              | Vincitore            |
| Jonás Berami                   | 32 anni | Attore, personaggio TV                 | 1-62   | Malaga              | Secondo classificato |
| Mercédesz Henger               | 24 anni | Showgirl, personaggio TV               | 1-62   | Győr                | Terza classificata   |
| Paola Caruso                   | 31 anni | Modella, showgirl, personaggio TV      | 1-62   | Catanzaro           | Quarta classificata  |
| Gracia De Torres               | 28 anni | Modella                                | 1-62   | Almería             | Quinta classificata  |
| Marco Carta                    | 30 anni | Cantante                               | 1-55   | Cagliari            | Eliminato            |
| Cristian Gallella              | 32 anni | Personaggio TV                         | 15-55  | Vigevano            | Eliminato            |
| Alessia Reato                  | 25 anni | Modella, showgirl                      | 1-55   | L'Aquila            | Eliminata            |
| Gianluca Mech                  | 46 anni | Imprenditore                           | 15-48  | Montecchio Maggiore | Eliminato            |
| Stefano Nones Orfei            | 49 anni | Artista circense                       | 1-41   | Genova              | Eliminato            |
| Andrea Preti                   | 27 anni | Modello, attore                        | 1-41   | Copenaghen          | Eliminato            |
| Simona Ventura                 | 50 anni | Conduttrice TV, showgirl               | 1-34   | Bentivoglio         | Eliminata            |
| Aristide Malnati               | 51 anni | Archeologo, egittologo, personaggio TV | 1-27   | Milano              | Ritirato             |
| Patricia Gloria Contreras      | 28 anni | Attrice                                | 1-20   | Morelia             | Eliminata            |
| Marina Fiordaliso (Fiordaliso) | 60 anni | Cantante                               | 1-20   | Piacenza            | Eliminata            |
| Enzo Salvi                     | 52 anni | Attore                                 | 1-13   | Roma                | Eliminato            |
| Claudia Galanti                | 34 anni | Showgirl, personaggio TV               | 1-6    | Asunción            | Eliminata            |
| Matteo Cambi                   | 38 anni | Imprenditore                           | 1-5    | Carpi               | Ritirato             |

## Tabella delle nomination e dello svolgimento del programma
Legenda
     Concorrente leader della settimana immune dalle nomination e con il potere di mandare in nomination
     Concorrente direttamente al televoto, non votante
     Concorrente immune dalle nomination
     Concorrente su Isla Desnuda
     Concorrente su Playa Soledad
     Bacio di Giuda
     Concorrente vincitore di una prova
     Concorrente perdente di una prova/Concorrente non salvato
     Concorrente non partecipante a una prova
     Concorrente salvato dopo una prova

|                            | Settimana 1 | Settimana 1                        | Settimana 1                        | Settimana 2                         | Settimana 3                         | Settimana 3                         | Settimana 4                         | Settimana 4                         | Settimana 5                          | Settimana 5                          | Settimana 6                         | Settimana 6                         | Settimana 7                         | Settimana 8                                                                                         | Settimana 8                                                                                         | Settimana 8                                                                                         | Ultima settimana                               | Ultima settimana                               | Ultima settimana                               | Ultima settimana                               | Numero totale di nomination |
| Giorno 1                   | Giorno 6    | Giorno 6                           | Giorno 13                          | Giorno 20                           | Giorno 20                           | Giorno 27                           | Giorno 27                           | Giorno 34                           | Giorno 34                            | Giorno 41                            | Giorno 41                           | Giorno 48                           | Giorno 55                           | Giorno 55                                                                                           | Giorno 55                                                                                           | Giorno 62                                                                                           | Giorno 62                                      | Giorno 62                                      | Giorno 62                                      |                                                | Numero totale di nomination |
| -------------------------- | ----------- | ---------------------------------- | ---------------------------------- | ----------------------------------- | ----------------------------------- | ----------------------------------- | ----------------------------------- | ----------------------------------- | ------------------------------------ | ------------------------------------ | ----------------------------------- | ----------------------------------- | ----------------------------------- | --------------------------------------------------------------------------------------------------- | --------------------------------------------------------------------------------------------------- | --------------------------------------------------------------------------------------------------- | ---------------------------------------------- | ---------------------------------------------- | ---------------------------------------------- | ---------------------------------------------- | --------------------------- |
| Leader                     | Mercedesz   | Simona                             | Simona                             | Stefano                             | Gracia                              | Gracia                              | Gracia                              | Gracia                              | Alessia                              | Alessia                              | Jonás                               | Jonás                               | Cristian                            | Jonás                                                                                               | Jonás                                                                                               | Jonás                                                                                               | Nessuno                                        | Nessuno                                        | Nessuno                                        | Nessuno                                        | Numero totale di nomination |
|                            |             |                                    |                                    |                                     |                                     |                                     |                                     |                                     |                                      |                                      |                                     |                                     |                                     | | | |                                                |                                                |                                                |                                                |                             |
| Giacobbe                   | Non votante | Non votante                        | Non votante                        | Non votante                         | Salvato                             | Immune                              | Prova vinta                         | Alessia                             | Prova non superata                   | Gianluca                             | Nominato                            | Gianluca                            | Marco                               | Prova vinta                                                                                         | Nominato                                                                                            | Gracia                                                                                              | Vincitore (Settimana 9 - Giorno 62)            | Vincitore (Settimana 9 - Giorno 62)            | Vincitore (Settimana 9 - Giorno 62)            | Vincitore (Settimana 9 - Giorno 62)            | 5                           |
| Jonás                      | Aristide    | Non salvato                        | Nominato                           | Fiordaliso                          | Prova vinta                         | Simona                              | Prova vinta                         | Stefano                             | Prova non superata                   | Andrea                               | Non partecipante                    | Gianluca                            | Paola                               | Nominato                                                                                            | Salvato                                                                                             | Paola                                                                                               | Secondo classificato (Settimana 9 - Giorno 62) | Secondo classificato (Settimana 9 - Giorno 62) | Secondo classificato (Settimana 9 - Giorno 62) | Secondo classificato (Settimana 9 - Giorno 62) | 9                           |
| Mercedesz                  | Claudia     | Salvata                            | Alessia                            | Simona                              | Prova vinta                         | Simona                              | Prova vinta                         | Stefano                             | Prova non superata                   | Andrea                               | Salvata                             | Paola                               | Paola                               | Salvata                                                                                             | Salvata                                                                                             | Paola                                                                                               | Terza classificata (Settimana 9 - Giorno 62)   | Terza classificata (Settimana 9 - Giorno 62)   | Terza classificata (Settimana 9 - Giorno 62)   | Terza classificata (Settimana 9 - Giorno 62)   | 2                           |
| Paola                      | Non votante | Non votante                        | Non votante                        | Non votante                         | Non votante                         | Immune                              | Prova fallita                       | Andrea                              | Non partecipante                     | Andrea                               | Salvata                             | Gracia                              | Gracia                              | Gracia                                                                                              | Gracia                                                                                              | Gracia                                                                                              | Quarta classificata (Settimana 9 - Giorno 62)  | Quarta classificata (Settimana 9 - Giorno 62)  | Quarta classificata (Settimana 9 - Giorno 62)  | Quarta classificata (Settimana 9 - Giorno 62)  | 12                          |
| Gracia                     | Non votante | Non votante                        | Immune                             | Fiordaliso                          | Prova vinta                         | Simona                              | Prova vinta                         | Paola                               | Prova non superata                   | Nominata                             | Prova vinta                         | Paola                               | Paola                               | Prova vinta                                                                                         | Marco Giacobbe                                                                                      | Paola                                                                                               | Quinta classificata (Settimana 9 - Giorno 62)  | Quinta classificata (Settimana 9 - Giorno 62)  | Quinta classificata (Settimana 9 - Giorno 62)  | Quinta classificata (Settimana 9 - Giorno 62)  | 6                           |
| Marco                      | Enzo        | Fiordaliso                         | Enzo                               | Fiordaliso                          | Simona                              | Jonás                               | Prova non superata                  | Paola                               | Prova vinta                          | Andrea                               | Salvato                             | Giacobbe                            | Giacobbe                            | Prova vinta                                                                                         | Nominato                                                                                            | Giacobbe                                                                                            | Eliminati (Settimana 8 - Giorno 55)            | Eliminati (Settimana 8 - Giorno 55)            | Eliminati (Settimana 8 - Giorno 55)            | Eliminati (Settimana 8 - Giorno 55)            | 7                           |
| Cristian                   | Non in gara | Non in gara                        | Non in gara                        | Immune                              | Prova vinta                         | Andrea                              | Prova vinta                         | Andrea                              | Prova non superata                   | Andrea                               | Prova vinta                         | Giacobbe                            | Marco                               | Nominato                                                                                            | Non votante                                                                                         | Gracia                                                                                              | Eliminati (Settimana 8 - Giorno 55)            | Eliminati (Settimana 8 - Giorno 55)            | Eliminati (Settimana 8 - Giorno 55)            | Eliminati (Settimana 8 - Giorno 55)            | 0                           |
| Alessia                    | Jonás       | Mercedesz                          | Enzo                               | Fiordaliso                          | Prova vinta                         | Jonás                               | Prova non superata                  | Stefano                             | Prova vinta                          | Paola                                | Nominata                            | Non votante                         | Non votante                         | Non votante                                                                                         | Non votante                                                                                         | Eliminata (Settimana 8 - Giorno 55)                                                                 | Eliminata (Settimana 8 - Giorno 55)            | Eliminata (Settimana 8 - Giorno 55)            | Eliminata (Settimana 8 - Giorno 55)            | Eliminata (Settimana 8 - Giorno 55)            | 6                           |
| Gianluca                   | Non in gara | Non in gara                        | Non in gara                        | Nominato                            | Prova vinta                         | Marco                               | Prova vinta                         | Marco                               | Prova non superata                   | Andrea                               | Nominato                            | Giacobbe                            | Eliminato (Settimana 7 - Giorno 48) | Eliminato (Settimana 7 - Giorno 48)                                                                 | Eliminato (Settimana 7 - Giorno 48)                                                                 | Eliminato (Settimana 7 - Giorno 48)                                                                 | Eliminato (Settimana 7 - Giorno 48)            | Eliminato (Settimana 7 - Giorno 48)            | Eliminato (Settimana 7 - Giorno 48)            | Eliminato (Settimana 7 - Giorno 48)            | 3                           |
| Stefano                    | Jonás       | Marco                              | Mercedesz                          | Alessia                             | Andrea                              | Jonás                               | Prova non superata                  | Alessia                             | Non partecipante                     | Non votante                          | Non votante                         | Eliminato (Settimana 6 - Giorno 41) | Eliminato (Settimana 6 - Giorno 41) | Eliminato (Settimana 6 - Giorno 41)                                                                 | Eliminato (Settimana 6 - Giorno 41)                                                                 | Eliminato (Settimana 6 - Giorno 41)                                                                 | Eliminato (Settimana 6 - Giorno 41)            | Eliminato (Settimana 6 - Giorno 41)            | Eliminato (Settimana 6 - Giorno 41)            | Eliminato (Settimana 6 - Giorno 41)            | 3                           |
| Andrea                     | Non votante | Non votante                        | Non votante                        | Immune                              | Giacobbe                            | Jonás                               | Prova non superata                  | Marco                               | Prova vinta                          | Paola                                | Eliminato (Settimana 6 - Giorno 41) | Eliminato (Settimana 6 - Giorno 41) | Eliminato (Settimana 6 - Giorno 41) | Eliminato (Settimana 6 - Giorno 41)                                                                 | Eliminato (Settimana 6 - Giorno 41)                                                                 | Eliminato (Settimana 6 - Giorno 41)                                                                 | Eliminato (Settimana 6 - Giorno 41)            | Eliminato (Settimana 6 - Giorno 41)            | Eliminato (Settimana 6 - Giorno 41)            | Eliminato (Settimana 6 - Giorno 41)            | 9                           |
| Simona                     | Jonás       | Aristide                           | Mercedesz                          | Fiordaliso                          | Stefano                             | Jonás                               | Prova non superata                  | Non votante                         | Non votante                          | Eliminata (Settimana 5 - Giorno 34)  | Eliminata (Settimana 5 - Giorno 34) | Eliminata (Settimana 5 - Giorno 34) | Eliminata (Settimana 5 - Giorno 34) | Eliminata (Settimana 5 - Giorno 34)                                                                 | Eliminata (Settimana 5 - Giorno 34)                                                                 | Eliminata (Settimana 5 - Giorno 34)                                                                 | Eliminata (Settimana 5 - Giorno 34)            | Eliminata (Settimana 5 - Giorno 34)            | Eliminata (Settimana 5 - Giorno 34)            | Eliminata (Settimana 5 - Giorno 34)            | 5                           |
| Aristide                   | Marco       | Enzo                               | Fiordaliso                         | Fiordaliso                          | Non salvato                         | Non votante                         | Non votante                         | Ritirato (Settimana 4 - Giorno 27)  | Ritirato (Settimana 4 - Giorno 27)   | Ritirato (Settimana 4 - Giorno 27)   | Ritirato (Settimana 4 - Giorno 27)  | Ritirato (Settimana 4 - Giorno 27)  | Ritirato (Settimana 4 - Giorno 27)  | Ritirato (Settimana 4 - Giorno 27)                                                                  | Ritirato (Settimana 4 - Giorno 27)                                                                  | Ritirato (Settimana 4 - Giorno 27)                                                                  | Ritirato (Settimana 4 - Giorno 27)             | Ritirato (Settimana 4 - Giorno 27)             | Ritirato (Settimana 4 - Giorno 27)             | Ritirato (Settimana 4 - Giorno 27)             | 2                           |
| Patricia                   | Non votante | Non votante                        | Non votante                        | Non votante                         | Non votante                         | Eliminata (Settimana 3 - Giorno 20) | Eliminata (Settimana 3 - Giorno 20) | Eliminata (Settimana 3 - Giorno 20) | Eliminata (Settimana 3 - Giorno 20)  | Eliminata (Settimana 3 - Giorno 20)  | Eliminata (Settimana 3 - Giorno 20) | Eliminata (Settimana 3 - Giorno 20) | Eliminata (Settimana 3 - Giorno 20) | Eliminata (Settimana 3 - Giorno 20)                                                                 | Eliminata (Settimana 3 - Giorno 20)                                                                 | Eliminata (Settimana 3 - Giorno 20)                                                                 | Eliminata (Settimana 3 - Giorno 20)            | Eliminata (Settimana 3 - Giorno 20)            | Eliminata (Settimana 3 - Giorno 20)            | Eliminata (Settimana 3 - Giorno 20)            | 0                           |
| Fiordaliso                 | Alessia     | Alessia                            | Aristide                           | Simona                              | Eliminata (Settimana 3 - Giorno 20) | Eliminata (Settimana 3 - Giorno 20) | Eliminata (Settimana 3 - Giorno 20) | Eliminata (Settimana 3 - Giorno 20) | Eliminata (Settimana 3 - Giorno 20)  | Eliminata (Settimana 3 - Giorno 20)  | Eliminata (Settimana 3 - Giorno 20) | Eliminata (Settimana 3 - Giorno 20) | Eliminata (Settimana 3 - Giorno 20) | Eliminata (Settimana 3 - Giorno 20)                                                                 | Eliminata (Settimana 3 - Giorno 20)                                                                 | Eliminata (Settimana 3 - Giorno 20)                                                                 | Eliminata (Settimana 3 - Giorno 20)            | Eliminata (Settimana 3 - Giorno 20)            | Eliminata (Settimana 3 - Giorno 20)            | Eliminata (Settimana 3 - Giorno 20)            | 7                           |
| Enzo                       | Marco       | Stefano                            | Alessia                            | Eliminato (Settimana 2 - Giorno 13) | Eliminato (Settimana 2 - Giorno 13) | Eliminato (Settimana 2 - Giorno 13) | Eliminato (Settimana 2 - Giorno 13) | Eliminato (Settimana 2 - Giorno 13) | Eliminato (Settimana 2 - Giorno 13)  | Eliminato (Settimana 2 - Giorno 13)  | Eliminato (Settimana 2 - Giorno 13) | Eliminato (Settimana 2 - Giorno 13) | Eliminato (Settimana 2 - Giorno 13) | Eliminato (Settimana 2 - Giorno 13)                                                                 | Eliminato (Settimana 2 - Giorno 13)                                                                 | Eliminato (Settimana 2 - Giorno 13)                                                                 | Eliminato (Settimana 2 - Giorno 13)            | Eliminato (Settimana 2 - Giorno 13)            | Eliminato (Settimana 2 - Giorno 13)            | Eliminato (Settimana 2 - Giorno 13)            | 3                           |
| Claudia                    | Jonás       | Eliminata (Settimana 1 - Giorno 6) | Eliminata (Settimana 1 - Giorno 6) | Eliminata (Settimana 1 - Giorno 6)  | Eliminata (Settimana 1 - Giorno 6)  | Eliminata (Settimana 1 - Giorno 6)  | Eliminata (Settimana 1 - Giorno 6)  | Eliminata (Settimana 1 - Giorno 6)  | Eliminata (Settimana 1 - Giorno 6)   | Eliminata (Settimana 1 - Giorno 6)   | Eliminata (Settimana 1 - Giorno 6)  | Eliminata (Settimana 1 - Giorno 6)  | Eliminata (Settimana 1 - Giorno 6)  | Eliminata (Settimana 1 - Giorno 6)                                                                  | Eliminata (Settimana 1 - Giorno 6)                                                                  | Eliminata (Settimana 1 - Giorno 6)                                                                  | Eliminata (Settimana 1 - Giorno 6)             | Eliminata (Settimana 1 - Giorno 6)             | Eliminata (Settimana 1 - Giorno 6)             | Eliminata (Settimana 1 - Giorno 6)             | 1                           |
| Matteo                     | Non votante | Ritirato (Settimana 1 - Giorno 6)  | Ritirato (Settimana 1 - Giorno 6)  | Ritirato (Settimana 1 - Giorno 6)   | Ritirato (Settimana 1 - Giorno 6)   | Ritirato (Settimana 1 - Giorno 6)   | Ritirato (Settimana 1 - Giorno 6)   | Ritirato (Settimana 1 - Giorno 6)   | Ritirato (Settimana 1 - Giorno 6)    | Ritirato (Settimana 1 - Giorno 6)    | Ritirato (Settimana 1 - Giorno 6)   | Ritirato (Settimana 1 - Giorno 6)   | Ritirato (Settimana 1 - Giorno 6)   | Ritirato (Settimana 1 - Giorno 6)                                                                   | Ritirato (Settimana 1 - Giorno 6)                                                                   | Ritirato (Settimana 1 - Giorno 6)                                                                   | Ritirato (Settimana 1 - Giorno 6)              | Ritirato (Settimana 1 - Giorno 6)              | Ritirato (Settimana 1 - Giorno 6)              | Ritirato (Settimana 1 - Giorno 6)              | 0                           |
|                            |             |                                    |                                    |                                     |                                     |                                     |                                     |                                     |                                      |                                      |                                     |                                     |                                     | | | |                                                |                                                |                                                |                                                |                             |
| Nominato dal leader        | Claudia     | Mercedesz                          | Mercedesz                          | Alessia                             | Simona                              | Simona                              | Paola                               | Paola                               | Paola                                | Paola                                | Gianluca                            | Gianluca                            | Marco                               | Paola                                                                                               | Paola                                                                                               | Paola                                                                                               | Nessuno                                        | Nessuno                                        | Nessuno                                        | Nessuno                                        |                             |
| Nominato dal gruppo        | Jonás       | Enzo Salvi                         | Enzo Salvi                         | Fiordaliso                          | Jonás                               | Jonás                               | Stefano Orfei                       | Stefano Orfei                       | Andrea                               | Andrea                               | Giacobbe                            | Giacobbe                            | Paola                               | Gracia                                                                                              | Gracia                                                                                              | Gracia                                                                                              | Nessuno                                        | Nessuno                                        | Nessuno                                        | Nessuno                                        |                             |
| Nominato dopo una prova    | Nessuno     | Jonás                              | Jonás                              | Nessuno                             | Nessuno                             | Nessuno                             | Nessuno                             | Nessuno                             | Nessuno                              | Nessuno                              | Giacobbe Gianluca Alessia           | Giacobbe Gianluca Alessia           | Nessuno                             | Jonás Cristian                                                                                      | Jonás Cristian                                                                                      | Marco Giacobbe                                                                                      | Paola Giacobbe                                 | Paola Giacobbe                                 | Mercedesz Giacobbe                             | Mercedesz Giacobbe                             |                             |
| Nominato dopo un televoto  | Nessuno     | Nessuno                            | Nessuno                            | Gianluca                            | Nessuno                             | Nessuno                             | Nessuno                             | Nessuno                             | Gracia 54%                           | Gracia 54%                           | Nessuno                             | Nessuno                             | Nessuno                             | Nessuno                                                                                             | Nessuno                                                                                             | Nessuno                                                                                             | Nessuno                                        | Nessuno                                        | Nessuno                                        | Nessuno                                        |                             |
| Eliminato dopo una prova   | Nessuno     | Nessuno                            | Nessuno                            | Nessuno                             | Aristide                            | Aristide                            | Nessuno                             | Nessuno                             | Nessuno                              | Nessuno                              | Nessuno                             | Nessuno                             | Nessuno                             | Nessuno                                                                                             | Nessuno                                                                                             | Nessuno                                                                                             | Nessuno                                        | Nessuno                                        | Nessuno                                        | Nessuno                                        |                             |
| Salvati dal televoto       | Nessuno     | Jonàs                              | Jonàs                              | Jonàs Mercedesz                     | Alessia Gianluca                    | Paola                               | Jonàs                               | Jonàs                               | Paola                                | Paola                                | Paola Gracia                        | Giacobbe Gianluca                   | Giacobbe                            | Marco                                                                                               | Jonàs                                                                                               | Giacobbe                                                                                            | Paola                                          | Giacobbe                                       | Giacobbe                                       | Giacobbe 65% per vincere                       |                             |
| Eliminato dal televoto     | Nessuno     | Claudia 77% per eliminare          | Claudia 77% per eliminare          | Enzo 66% per eliminare              | Fiordaliso 46% per eliminare        | Patricia 6% per salvare             | Simona 67% per eliminare            | Simona 67% per eliminare            | Stefano 71% per eliminare            | Stefano 71% per eliminare            | Andrea 42% per eliminare            | Alessia 58% per eliminare           | Gianluca 60% per eliminare          | Paola 60% per eliminare                                                                             | Cristian 55% per eliminare                                                                          | Marco 54% per eliminare                                                                             | Gracia 54% per eliminare                       | Paola 61% per eliminare                        | Mercedesz 65% per eliminare                    | Jonás 35% per vincere                          |                             |
| Vittime del bacio di Giuda | Nessuno     | Nessuno                            | Nessuno                            | Nessuno                             | Nessuno                             | Nessuno                             | Nessuno                             | Nessuno                             | Nessuno                              | Nessuno                              | Nessuno                             | Nessuno                             | Nessuno                             | Giacobbe Gracia                                                                                     | Giacobbe Gracia                                                                                     | Giacobbe Gracia                                                                                     | Nessuno                                        | Nessuno                                        | Nessuno                                        | Nessuno                                        |                             |
| Spareggio su Playa Soledad | Nessuno     | Nessuno                            | Nessuno                            | Nessuno                             | Aristide 80% per rimanere in gioco  | Aristide 80% per rimanere in gioco  | Nessuno                             | Nessuno                             | Stefano 50,61% per rimanere in gioco | Stefano 50,61% per rimanere in gioco | Alessia 64% per rimanere in gioco   | Alessia 64% per rimanere in gioco   | Nessuno                             | Paola 40% per rimanere in gioco                                                                     | Paola 40% per rimanere in gioco                                                                     | Paola 40% per rimanere in gioco                                                                     | Nessuno                                        | Nessuno                                        | Nessuno                                        | Nessuno                                        |                             |
| Spareggio su Playa Soledad | Nessuno     | Nessuno                            | Nessuno                            | Nessuno                             | Patricia 20% per rimanere in gioco  | Patricia 20% per rimanere in gioco  | Nessuno                             | Nessuno                             | Simona 49,39% per rimanere in gioco  | Simona 49,39% per rimanere in gioco  | Stefano 36% per rimanere in gioco   | Stefano 36% per rimanere in gioco   | Nessuno                             | Alessia 7% per rimanere in gioco Cristian 17% per rimanere in gioco Marco 36% per rimanere in gioco | Alessia 7% per rimanere in gioco Cristian 17% per rimanere in gioco Marco 36% per rimanere in gioco | Alessia 7% per rimanere in gioco Cristian 17% per rimanere in gioco Marco 36% per rimanere in gioco | Nessuno                                        | Nessuno                                        | Nessuno                                        | Nessuno                                        |                             |
| Nuovi sbarchi              | Nessuno     | Nessuno                            | Nessuno                            | Cristian Gallela Gianluca Mech      | Nessuno                             | Nessuno                             | Nessuno                             | Nessuno                             | Nessuno                              | Nessuno                              | Nessuno                             | Nessuno                             | Nessuno                             | Nessuno                                                                                             | Nessuno                                                                                             | Nessuno                                                                                             | Nessuno                                        | Nessuno                                        | Nessuno                                        | Nessuno                                        |                             |
| Ritirati                   | Nessuno     | Matteo                             | Matteo                             | Nessuno                             | Nessuno                             | Nessuno                             | Aristide                            | Aristide                            | Nessuno                              | Nessuno                              | Nessuno                             | Nessuno                             | Nessuno                             | Nessuno                                                                                             | Nessuno                                                                                             | Nessuno                                                                                             | Nessuno                                        | Nessuno                                        | Nessuno                                        | Nessuno                                        |                             |

## Cronologia degli episodi

### Settimana 1
Fiordaliso, Claudia Galanti, Alessia Reato, Simona Ventura e Mercédesz Henger sbarcano su Cayo Paloma. Si svolge una prova per decretare una finalista leader: essa viene vinta da Mercédesz Henger che quindi è prima finalista.
Jonás Berami, Aristide Malnati, Marco Carta, Stefano Orfei e Enzo Salvi sbarcano su Cayo Paloma. Si svolge un'altra prova per decretare un altro finalista leader: essa viene vinta da Jonás Berami che quindi è secondo finalista.
I finalisti vincitrici delle due prove Mercédesz Henger e Jonás Berami si sfidano in un'ulteriore prova per decretare il leader della settimana che ha il potere di essere immune dalle nomination, ma che può mandare un concorrente al televoto. La prova viene vinta da Mercédesz Henger, che quindi è leader e immune.
Paola Caruso, Gracia De Torres, Patricia Contreras, Matteo Cambi, Giacobbe Fragomeni e Andrea Preti sbarcano su Isla Desnuda.
In nomination vanno Jonás Berami nominato dal gruppo e Claudia Galanti nominata da Mercédesz Henger leader della settimana.

### Settimana 2
Matteo Cambi annuncia di ritirarsi dal programma.
Claudia Galanti è con il 77% di votazione eliminata.
Viene svolta la prova Leader settimanale. Essa viene vinta da Simona Ventura che quindi è immune. Si svolge una reazione a catena che determina il primo nominato. Simona Ventura essendo leader inizia per prima e salva Aristide Malnati; esso salva Enzo Salvi; esso salva Stefano Orfei; esso salva Marco Carta; esso salva Fiordaliso; essa salva Alessia Reato; essa salva Mercédesz Henger quindi Jonás Berami è il primo nominato.
I naufraghi presenti su Cayo Paloma decidono di trasferire Gracia De Torres sulla loro isola.
In nomination vanno Jonás Berami, direttamente nominato dopo la prova Leader, Enzo Salvi nominato dal gruppo e Mercédesz Henger nominata da Simona Ventura leader della settimana.
Durante la diretta settimanale, la produzione avvisa di aver scoperto che i naufraghi di Cayo Paloma hanno nascosto un accendino sulla loro isola, violando il regolamento della trasmissione, ma, dal momento che il responsabile di ciò non è ancora stato identificato, è stato punito tutto il gruppo, con lo spegnimento del fuoco già prodotto e con il divieto di mangiare riso per una giornata intera. Successivamente, durante il daytime riguardante gli eventi del settimo giorno e trasmesso il 16 marzo, il concorrente Aristide Malnati ha confessato che il fuoco è stato acceso con un accendino, ma non ha detto chi sia stata la persona che ha portato quest'ultimo sull'isola.

### Settimana 3
Durante la settimana viene svolta la prova Leader. Essa viene vinta da Stefano Orfei che quindi è immune.
Enzo Salvi è con il 66% di votazione eliminato.
Durante la diretta Fiordaliso ammette di essere stata lei ad aver portato l'accendino sull'isola.
I naufraghi di Cayo Paloma decidono di trasferire Andrea Preti sulla loro isola.
Cristian Gallella e Gianluca Mech trascorrono due giorni a bordo di una zattera per guadagnarsi il posto come nuovo naufrago. Con il 77% di votazione Cristian Gallella è un nuovo concorrente di Cayo Paloma. Gianluca Mech è invece il primo nominato.
In nomination vanno Gianluca Mech direttamente nominato dopo aver perso al televoto, Fiordaliso nominata dal gruppo e Alessia Reato nominata da Stefano Orfei leader della settimana.

### Settimana 4
Marco Carta e Gracia De Torres sono i due finalisti della prova Leader settimanale. Lo spareggio viene vinto in puntata da Gracia De Torres, capitano della sua squadra vincitrice nella prova della pelota hondureña.
Fiordaliso è con il 46% di votazione eliminata.
I naufraghi di Cayo Paloma decidono di trasferire Giacobbe Fragomeni sulla loro isola. Si apre un televoto lampo per decidere chi tra Paola Caruso e Patricia Contreras sarà l'ultimo concorrente ufficiale. Con il 94% di votazione Paola Caruso è trasferita su Cayo Paloma, mentre Patricia Contreras è eliminata. Isla Desnuda viene così smantellata.
Viene svolta la prova della pelota hondureña, una sorta di partita a pallanuoto che determina in base alla scelta di uno dei due bussolotti un concorrente che sarà direttamente nominato o eliminato. Marco Carta e Gracia De Torres, scelti capitani in quanto finalisti in precedenza della prova leader settimanale, formano due squadre. Marco Carta, capitano perdente della sua squadra, sceglie uno dei due bussolotti; tramite una reazione a catena con passaggio del bussolotto ai concorrenti della squadra formata da Marco Carta rimane Aristide Malnati, il quale trova all'interno del bussolotto l'opzione Eliminazione.
Gli eliminati Fiordaliso, Aristide Malnati e Patricia Contreras sono trasferiti su una nuova isola definita come "ultima spiaggia", ovvero Playa Soledad. Patricia Contreras e Aristide Malnati accettano di rimanere ancora in gioco, mentre Fiordaliso rifiuta quindi è definitivamente eliminata. Si apre un televoto lampo per decidere chi tra Patricia Contreras e Aristide Malnati rimanga su Playa Soledad. Con l'80% di votazione Aristide Malnati è scelto come naufrago solitario, quindi Patricia Contreras è definitivamente eliminata.
In nomination vanno Jonás Berami nominato dal gruppo e Simona Ventura nominata da Gracia De Torres Leader della settimana.

### Settimana 5
I naufraghi presenti su Cayo Paloma vengono trasferiti sulla più accogliente Playa Uva, ovvero l'ex Isla Desnuda.
Aristide Malnati annuncia di abbandonare Playa Soledad per motivi fisici e di salute dovuti alla permanenza in solitaria.
I due concorrenti in nomination Jonás Berami e Simona Ventura, scelti capitani, formano due squadre per una prova in cui la squadra che vince ottiene l'immunità. Il capitano della squadra vincitrice, Jonás Berami, sceglie un componente della sua squadra che sarà Leader della settimana, ovvero Gracia De Torres. Gli altri componenti della squadra vincitrice (Mercédesz Henger, Cristian Gallella, Giacobbe Fragomeni e Gianluca Mech) sono invece immuni dalle nomination. I componenti della squadra perdente capitanata da Simona Ventura (Stefano Orfei, Marco Carta, Andrea Preti, Paola Caruso e Alessia Reato) sono invece nominabili. Simona Ventura è esente da nomination, poiché ancora in votazione contro Jonás Berami, capitano della squadra vincente.
Simona Ventura è con il 67% di votazione eliminata. Accetta di restare su Playa Soledad e quindi di rimanere ancora in gioco.
In nomination vanno Stefano Orfei nominato dal gruppo e Paola Caruso nominata da Gracia De Torres leader della settimana.

### Settimana 6
Viene svolta una prova che determina i finalisti della prova leader settimanale e il primo nominato tramite televoto. Mercédesz Henger, Gracia De Torres e Alessia Reato, scelte capitane, formano tre squadre da tre concorrenti. La squadra vincitrice di Alessia Reato, Andrea Preti e Marco Carta sono finalisti e si sfidano nella prova Leader, mentre il resto dei partecipanti perdenti della prova va al televoto per decidere il primo nominato. Con il 54% di votazione Gracia De Torres è la prima nominata.
Viene svolta la prova leader tra Alessia Reato, Andrea Preti e Marco Carta vincitrici in precedenza. Essa viene vinta da Alessia Reato che quindi è immune.
Stefano Orfei è con il 71% di votazione eliminato. Accetta di rimanere su Playa Soledad e sfida allo spareggio Simona Ventura. Con il 50,61% di votazione Stefano Orfei rimane su Playa Soledad, mentre Simona Ventura è definitivamente eliminata.
In nomination vanno Gracia De Torres, nominata dopo un televoto, Andrea Preti nominato dal gruppo e Paola Caruso nominata da Alessia Reato Leader della settimana.

### Settimana 7
Viene svolta la prova leader settimanale. Essa viene vinta da Jonás Berami che quindi è immune.
Andrea Preti è con il 42% di votazione eliminato. Rifiuta di rimanere su Playa Soledad e di sfidare allo spareggio Stefano Orfei, quindi è definitivamente eliminato.
Viene svolta una prova che determina un secondo eliminato. Jonás Berami, leader della settimana, forma quattro squadre da due partecipanti ciascuno. Dalla prova risulta vincitrice la coppia formata da Gracia De Torres e Cristian Gallella, quindi immune dalla nuova eliminazione. Tra i partecipanti perdenti, tre devono essere salvati da Jonás Berami mentre gli altri tre vanno al televoto per decidere il secondo eliminato. Jonás Berami decide di salvare Mercédesz Henger, Marco Carta e Paola Caruso, quindi si apre un televoto lampo per decidere chi tra Gianluca Mech, Alessia Reato e Giacobbe Fragomeni è il secondo eliminato.
Alessia Reato è la seconda eliminata della settimana con il 58% di votazione. Accetta di rimanere su Playa Soledad e sfida allo spareggio Stefano Orfei. Con il 64% di votazione Alessia Reato rimane su Playa Soledad, mentre Stefano Orfei è definitivamente eliminato.
In nomination vanno Giacobbe Fragomeni nominato dal gruppo e Gianluca Mech nominato da Jonás Berami Leader della settimana.

### Settimana 8
Alessia Reato viene trasferita da Playa Dos a Cayo Paloma, che diventa la nuova Playa Soledad.
Gianluca Mech è con il 60% di votazione eliminato. Rifiuta di rimanere su Playa Soledad e di sfidare allo spareggio Alessia Reato, quindi è definitivamente eliminato.
Viene svolta la prova leader settimanale. Essa viene vinta da Cristian Gallella che quindi è immune dalle nomination.
In nomination vanno Paola Caruso nominata dal gruppo e Marco Carta nominato da Cristian Gallella leader della settimana.
I naufraghi rimasti in gioco vengono trasferiti da Playa Uva a Playa Dos.

### Settimana 9
Paola Caruso è con il 60% di votazione eliminata. Tramite il Bacio di Giuda sceglie Gracia De Torres come sua nomination.
Viene svolta una prova che determina una seconda eliminazione. Gracia De Torres e Mercédesz Henger, scelte capitane, formano due squadre. La squadra vincitrice di Gracia De Torres composta da Giacobbe Fragomeni e Marco Carta ottiene l'immunità, mentre la squadra perdente di Mercédesz Henger composta da Cristian Gallella e Jonás Berami è a rischio eliminazione. La squadra di Gracia De Torres decide di salvare Mercédesz Henger, quindi si apre un televoto lampo per decidere chi tra Cristian Gallella e Jonás Berami è il secondo eliminato.
Con il 55% di votazione Cristian Gallella è il secondo eliminato. Tramite il Bacio di Giuda sceglie anche lui Gracia De Torres come sua nomination.
Viene svolta un'altra prova che determina una terza eliminazione. Essa viene vinta da Gracia De Torres che è la prima finalista e ha diritto di mandare due naufraghi al televoto. Decide di salvare Jonás Berami e Mercédesz Henger, quindi si apre un televoto lampo per decidere chi tra Giacobbe Fragomeni e Marco Carta è il terzo eliminato.
Con il 54% di votazione Marco Carta è il terzo eliminato. Tramite il Bacio di Giuda sceglie Giacobbe Fragomeni come sua nomination.
Gracia De Torres, Mercédesz Henger, Jonás Berami e Giacobbe Fragomeni sono finalisti. Gli eliminati Paola Caruso, Cristian Gallella e Marco Carta approdano su Playa Soledad unendosi ad Alessia Reato. Si apre un televoto lampo per decidere il quinto finalista. Con il 40% di votazione Paola Caruso è scelta quinta finalista, quindi Cristian Gallella, Marco Carta e Alessia Reato sono definitivamente eliminati.
Viene svolta la prova Leader settimanale. Essa viene vinta da Jonás Berami che quindi è immune.
In nomination vanno Gracia De Torres nominata dal gruppo e Paola Caruso nominata da Jonás Berami Leader della settimana.

### Ultima settimana
Gracia De Torres è con il 54% di votazione eliminata e quinta classificata.
Viene svolta una prova che determina il quarto classificato. Essa viene vinta da Jonás Berami che è immune e ha la facoltà di mandare due naufraghi al televoto. Decide di salvare Mercédesz Henger, quindi si apre un televoto lampo tra Paola Caruso e Giacobbe Fragomeni per decidere il quarto classificato.
Paola Caruso è con il 61% di votazione eliminata e quarta classificata.
Viene svolta un'altra prova che determina il primo finalista. Essa viene vinta da Jonás Berami, quindi si apre un televoto lampo tra Mercédesz Henger e Giacobbe Fragomeni per decidere il terzo classificato.
Mercédesz Henger è con il 65% di votazione eliminata e terza classificata.
Si apre un televoto tra Jonás Berami e Giacobbe Fragomeni per decidere il vincitore. Con il 65% di votazione Giacobbe Fragomeni è il vincitore dell'undicesima edizione del programma, mentre Jonás Berami è secondo classificato.

## Missioni
Durante quest'edizione, sono state affidate ad alcuni concorrenti delle missioni, da superare individualmente, ma volte a far acquisire dei vantaggi e delle ricompense ai loro compagni. Naturalmente, i concorrenti in questione possono decidere di rifiutarsi di prendere parte a esse. Nella tabella seguente, sono riassunte le varie missioni e i vari concorrenti coinvolti:
| Giorno | Concorrente | Missione | Risposta del concorrente | Esito    |
| ------ | ----------- | --- | ------------------------ | -------- |
| 1      | Enzo Salvi  | Recupero del maggior numero di stuoie possibili in un minuto su Isla Desnuda (partendo dal presupposto di doversi spogliare, come i concorrenti che vi risiedono) e portarle a Cayo Paloma. | Missione accettata       | Superata |

## Prove Leader
Nella tabella, sono riassunte tutte le prove leader di questa edizione con i relativi risultati:
| Settimana | Regolamento | Vincitore         |
| --------- | --- | ----------------- |
| 1         | La prova si divide in tre manches: le prime due sono servite a decretare i finalisti, mentre la terza è servita per decretare il vincitore assoluto della prova. Le fasi sono state le seguenti: - Nella prima, le donne di Cayo Paloma si sono sfidate in una prova di resistenza, in cui hanno dovuto reggersi senza cadere su delle lastre di legno (mediante un bastone di bambù e delle corde) le quali si inclinavano sempre di più, facendo fuoriuscire dell'acqua da delle taniche poste alla sommità di tali lastre. La vincitrice di tale fase è stata Mercédesz Henger, in quanto è stata la concorrente ad aver resistito per più tempo; - Nella seconda, gli uomini hanno dovuto percorrere un percorso ad ostacoli con in bocca un cocco ciascuno, senza farlo cadere (in caso di caduta, i concorrenti hanno dovuto fermarsi e raccogliere il cocco con la bocca prima di proseguire). Il vincitore di questa manche è stato Jonás Berami, in quanto è stato il primo concorrente a completare il percorso; - Nella fase finale, Mercédesz Henger e Jonás Berami si sono sfidati nella famosa prova del fuoco, già proposta nelle edizioni precedenti, in cui i concorrenti sono legati a una croce e esposti a delle fiamme, dovendo resistere per più tempo possibile. Ha vinto la prova il concorrente che è resistito per più tempo. | Mercédesz Henger  |
| 2         | In questa prova, i concorrenti si trovano sdraiati con i piedi legati a una corda, collegata a un secchio pieno di fango posto alla sommità di una struttura. Il compito dei partecipanti, quindi, è quello di resistere per la maggior parte del tempo con le gambe distese (nella posizione tipica di quando si allenano gli addominali), in modo tale da non far rovesciare il secchio e sporcarsi di fango. Il vincitore è colui (o colei) che resiste di più. | Simona Ventura    |
| 3         | In questa prova leader i concorrenti devono trasportare una cassa (proporzionata in base al loro peso corporeo) in apnea verso una linea del traguardo. Il vincitore è colui che riesce a trasportare la cassa il più vicino possibile alla linea finale. | Stefano Orfei     |
| 4         | La prova leader della settimana si divide in due manche: la prima ha decretato i due finalisti (uomo e donna) che si sfidano nella manche finale decisiva: - Nella prima manche i concorrenti affrontano una prova di equilibrio dovendo percorrere, nel più breve tempo possibile, un percorso ad ostacoli mantenendo un anello senza farlo cadere. Vince il concorrente (uno per sesso) che impiega il minor tempo. Dalla prova sono risultati vincitori Marco Carta e Gracia De Torres. - La seconda manche decisiva vede i due finalisti leader formare due squadre per il gioco della pelota hondureña che, come una classica partita di pallanuoto, consiste nel fare goal con una pelota nella porta degli avversari. Vince la squadra che, nel tempo prestabilito, segna più punti. Il caposquadra automaticamente diviene leader della settimana. | Gracia De Torres  |
| 5         | In questa settimana non c'è una prova leader ufficiale, ma il leader viene scelto tramite una prova a squadre. Le squadre formate hanno come capitani i nominati della settimana Jonás Berami e Simona Ventura che, in caso di vittoria di uno o dell'altra, avrebbero individuato il leader tra i restanti componenti della propria squadra. A vincere la prova di maggiore resistenza in apnea è la squadra capitanata da Jonás Berami che ha scelto il leader tra i membri del suo team. | Gracia De Torres  |
| 6         | La prova leader della settimana viene svolta nella diretta della puntata e anche in questo caso si articola in due fasi: - La prima fase è quella della prova dell'orologio honduregno in cui si sono sfidate tre squadre con capitane le tre donne rimaste in gara e non in nomination che hanno scelto, tra gli uomini restanti, due concorrenti per team. La prova mette a confronto due squadre per volta che, ponendosi alle due estremità dell'unica lancetta dell'orologio, devono spingerla verso una campanella che il capitano deve suonare. Dopo tre manche di sfida, la squadra vincente è quella capitanata da Alessia Reato con Marco Carta e Andrea Preti. - La seconda prova, decisiva, vede sfidarsi i tre concorrenti vincitori della prima sfida uno contro l'altro in una prova di equilibrio su una piattaforma all'apice di un palo che, dopo un certo periodo di tempo, si fa sempre più stretta. Il nuovo leader della settimana è colui che riesce a resistere il più a lungo, in equilibrio e senza cadere, sul palo. | Alessia Reato     |
| 7         | Anche in questo caso trattasi di una prova di equilibrio, che i concorrenti hanno affrontato reggendosi su una fune, prima con entrambi i piedi poggiati poi, dopo 30 minuti, con un solo piede senza possibilità di cambiarlo. Il vincitore è il concorrente che resiste per più tempo senza cadere in acqua o poggiare il piede sul piano di appoggio. | Jonás Berami      |
| 8         | La prova leader della settimana, svolta nella diretta della puntata, vede sfidarsi i naufraghi rimasti in gioco in una prova di resistenza: i concorrenti, tenendosi aggrappati ad una corda, devono rimanere in tensione sul ciglio di una piattaforma per più tempo possibile. La prova si complica in quanto, dopo un certo lasso di tempo, i naufraghi devono tenersi solo dalla punta della corda stessa; vince chi resiste di più senza cadere. | Cristian Gallella |
| 9         | L'ultima prova Leader dell'edizione è una gara dove i cinque naufraghi finalisti devono superare una serie di ostacoli (sparsi tra terra e mare) e recuperare pezzi di un totem che, una volta costruito, viene appoggiato su una sommità posta alla fine del percorso. Vince chi per primo riesce a recuperare tutti i pezzi e poggiarlo sulla pedana. | Jonás Berami      |

## Prove ricompensa
In questa tabella, sono riassunte le prove ricompensa di questa edizione, con i loro risultati:
| Giorno | Concorrenti                                                                                            | Descrizione | Premi in palio | Esito                                                                                                |
| ------ | --- | --- | --- | --- |
| 6      | Le donne di Isla Desnuda (Patricia Contreras, Gracia De Torres e Paola Caruso) contro Aristide Malnati | Titolo: Cocco quiz In questa prova, le due squadre sono state sottoposte a una serie domande di cultura generale, in cui i vari concorrenti, per prenotarsi, hanno dovuto suonare le due metà di una scorza di un cocco aperto. Il concorrente che si prenota per primo può rispondere. Se il concorrente prenotatosi risponde in modo sbagliato, il turno passa all'altra squadra. Chi risponde esattamente, fa accumulare un punto alla propria squadra. Vince la squadra con più punti. Dal momento che la prova è stata svolta in Palapa, i concorrenti di Isla Desnuda hanno potuto rivestirsi temporaneamente. | Un panino per ogni abitante di Isla Desnuda per le ragazza e una maschera per la pesca subacquea per Aristide Malnati. | Vittoria delle donne di Isla Desnuda (con risultato 5-3)                                             |
| 6      | Abitanti di Isla Desnuda                                                                               | I concorrenti sono stati sottoposti a una prova di squadra in cui ognuno di loro ha dovuto stare sott'acqua in apnea per più tempo possibile. Se, sommando i tempi, si fosse ottenuto un tempo uguale o superiore ai 4 minuti, la prova sarebbe stata considerata vinta. Dal momento che la prova è stata svolta sull'isola dove si trova la Palapa, i concorrenti di Isla Desnuda hanno potuto rivestirsi temporaneamente. | Dieci fiammiferi per accendere il fuoco.                                                                               | La prova non è stata superata, in quanto i concorrenti sono resistiti in apnea solo per 3:29 minuti. |
| 8      | Abitanti di Cayo Paloma                                                                                | La prova si svolge in mare, e, per superarla, i concorrenti hanno a disposizione tre tentativi. Scopo del gioco, è quello di spostare un equilibrista (concorrente volontario o scelto dai naufraghi per lo scopo) da una piattaforma iniziale a quella finale, tramite l'utilizzo di tre colonne su cui è posta una piattaforma, le quali non sono fisse ma sono spostate dagli altri concorrenti, man mano che l'equilibrista si muove (in un certo senso, è come se i naufraghi costruiscano la strada al loro equilibrista). Se l'equilibrista cade in acqua, il tentativo va a vuoto e deve essere ripetuta. Per ogni turno, è possibile, se si vuole, cambiare equilibrista o numero di pilastri da usare (2 o 3). La prova, è considerata vinta se l'equilibrista, in uno dei tre tentativi, riesce a raggiungere la piattaforma finale. Nel primo tentativo, l'equilibrista è stata Gracia De Torres, mentre negli ultimi due tentativi è stato Jonás Berami, e nel terzo tentativo sono stati utilizzati solo due pilastri su tre. | Due polli e un piatto di patate arrosto                                                                                | La prova è stata vinta al terzo tentativo, con Jonás Berami come equilibrista.                       |
| 13     | Paola Caruso e Gracia De Torres                                                                        | Titolo: Il cerchio di fuoco Le due concorrenti sono state sottoposte alla sfida della prova del fuoco con la differenza che la prova viene svolta contemporaneamente dalle due ragazze, che si trovano a resistere il più tempo possibile dentro un cerchio di fiamme. | Piatto di spaghetti con polpette                                                                                       | Gracia De Torres (rappresentante di Cayo Paloma)                                                     |

## Critiche e controversie
Questa edizione del reality è stata segnata da diverse critiche e polemiche. Inizialmente (quando era ancora presente la Isla Desnuda), il programma è stato criticato per la troppa presenza di nudità, ed inoltre sono state criticate al regista, nella prima puntata, i nudi integrali (seppur, in teoria, accidentali) di Giacobbe Fragomeni e Enzo Salvi. Probabilmente, è per via di tali critiche che nelle puntate successive le scene di nudo sono state pesantemente ridotte, permettendo ai concorrenti di vestirsi almeno per le dirette settimanali e concedendo ad Aristide Malnati e a Simona Ventura di rimanere vestiti durante la loro breve visita a Isla Desnuda, avvenuta tra il sedicesimo e diciottesimo giorno. Ha scatenato parecchie critiche, tra i fan del programma e tra i critici di settore, anche la presenza della Ventura, che, essendo una dei concorrenti più noti e essendo stata la conduttrice in passato del programma, sarebbe stata sottoposta a un trattamento di favore rispetto agli altri naufraghi, visti i suoi numerosi interventi durante le dirette settimanali e l'introduzione di Playa Soledad a gioco iniziato, solo dopo la chiusura di Isla Desnuda.
Un altro motivo di critiche da parte del pubblico è stato il famoso caso dell'Accendino Gate che vide come protagonisti i concorrenti: Aristide Malnati, Claudia Galanti (per l'accensione del fuoco) e Fiordaliso (per il trasporto dell'accendino dall'Italia fino in Honduras). Nel corso delle prime puntate i naufraghi hanno acceso il fuoco attraverso l'uso di un accendino (andando contro le regole del gioco), ma una volta scoperti essi sono stati puniti con lo spegnimento di esso e con una diminuzione della dose settimanale di riso.
Inoltre, ha destato parecchie critiche (anche da parte di Simona Ventura) l'organizzazione da parte della produzione della quinta puntata andata in onda il 4 aprile 2016, dove i naufraghi erano divisi in due gruppi e avrebbero dovuto fronteggiarsi in varie prove per vincere l'immunità, in particolare per quanto riguarda la lotta nel fango, ritenuta troppo violenta, poco consona allo stato di salute dei concorrenti e inutile, in quanto nessuna delle squadre è riuscita a portarla a termine. È stata criticata anche la decisione di far scontrare tra di loro concorrenti che nelle settimane precedenti avevano avuto liti (ovvero Mercédes e Simona, Cristian e Andrea e Paola e Gracia). Sempre riguardo a tale puntata, è stato rimproverato alla produzione il comportamento tenuto durante la prova di apnea, nello specifico durante il turno di Mercédes, la quale, riuscendo a sbaragliare la concorrenza in quanto a tempistiche e avendo ingoiato dell'acqua data l'apnea molto prolungata, ha assunto espressioni che sembravano esprimere sofferenza, scatenando il panico più totale in studio tra urla, caos e lo svenimento in diretta televisiva della madre, l'ex pornostar Éva Henger. Fortunatamente, la concorrente non aveva alcun tipo di problema, ma le è stato imposto di riemergere comunque dall'acqua per motivi di sicurezza e per tranquillizzare la madre. Per rimediare all'equivoco, il regista ha deciso di indire uno spareggio in caso di vittoria della squadra avversaria, ma ciò non si è verificato, vista la vittoria della squadra di Mercedesz.

## Ascolti
| Puntata    | Messa in onda  | Telespettatori | Share  |
| ---------- | -------------- | -------------- | ------ |
| 1          | 9 marzo 2016   | 4 430 000      | 23,44% |
| 2          | 14 marzo 2016  | 4 138 000      | 21,19% |
| 3          | 21 marzo 2016  | 4 066 000      | 21,10% |
| 4          | 28 marzo 2016  | 4 226 000      | 21,87% |
| 5          | 4 aprile 2016  | 4 577 000      | 23,50% |
| 6          | 11 aprile 2016 | 4 080 000      | 21,68% |
| 7          | 18 aprile 2016 | 4 170 000      | 22,70% |
| 8          | 25 aprile 2016 | 4 083 000      | 21,87% |
| Semifinale | 2 maggio 2016  | 4 155 000      | 21,86% |
| Finale     | 9 maggio 2016  | 4 760 000      | 24,71% |
| Media      | Media          | 4 270 000      | 22,39% |